# Norix
Der mythologische Norix ist der Eroberer des Königreichs Norikum und der Gründer von Regensburg.
Norix soll ein Sohn des Herkules sein, wobei hier Herakles und Alemanus Hercules in Frage kommen. Norix ist auch der Namensgeber von Norikum.
Erstmals erwähnt wird Norix in der „Vita Altmanni“, der Biographie von Bischof Altmann von Passau.